# 1952年夏季奧林匹克運動會摔跤比賽
1952年夏季奥林匹克运动会摔跤比赛共分为16个男子小项，古典式和自由式各8个。

## 奖牌榜
*   主办国家/地区（芬兰）
| 排名                      | 国家 / 地区               | 金牌 | 銀牌 | 銅牌 | 总计 |
| ------------------------- | ------------------------- | ---- | ---- | ---- | ---- |
| 1                         | 苏联（URS）               | 6    | 2    | 2    | 10   |
| 2                         | 瑞典（SWE）               | 3    | 4    | 1    | 8    |
| 3                         | 匈牙利（HUN）             | 2    | 1    | 1    | 4    |
| 4                         | 土耳其（TUR）             | 2    | 0    | 1    | 3    |
| 5                         | 美国（USA）               | 1    | 2    | 1    | 4    |
| 6                         | 芬兰（FIN）*              | 1    | 1    | 2    | 4    |
| 7                         | 日本（JPN）               | 1    | 1    | 0    | 2    |
| 8                         | 伊朗（IRI）               | 0    | 2    | 3    | 5    |
| 9                         | 黎巴嫩（LIB）             | 0    | 1    | 1    | 2    |
| 9                         | 捷克斯洛伐克（TCH）       | 0    | 1    | 1    | 2    |
| 11                        | 意大利（ITA）             | 0    | 1    | 0    | 1    |
| 12                        | 埃及（EGY）               | 0    | 0    | 1    | 1    |
| 12                        | 英国（GBR）               | 0    | 0    | 1    | 1    |
| 12                        | 印度（IND）               | 0    | 0    | 1    | 1    |
| 总计（共14个国家 / 地区） | 总计（共14个国家 / 地区） | 16   | 16   | 16   | 48   |

## 奖牌得主

### 古典式
| 项目     | 金牌                              | 银牌                                  | 铜牌                                      |
| 蝇量级   | Boris Gurevich · 苏联（URS）      | 伊尼亚齐奥·法布拉 · 意大利（ITA）     | 莱奥·洪卡拉 · 芬兰（FIN）                 |
| 雏量级   | 霍多什·伊姆赖 · 匈牙利（HUN）     | Zakaria Chibab · 黎巴嫩（LIB）        | Artem Teryan · 苏联（URS）                |
| 次轻量级 | Yakov Punkin · 苏联（URS）        | 波亚克·伊姆赖 · 匈牙利（HUN）         | Abdel Aaal Rashed · 埃及（EGY）           |
| 轻量级   | Shazam Safin · 苏联（URS）        | 古斯塔夫·弗赖 · 瑞典（SWE）           | 米库拉什·阿塔纳索夫 · 捷克斯洛伐克（TCH） |
| 次中量级 | 西尔瓦希·米克洛什 · 匈牙利（HUN） | 约斯塔·安德松 · 瑞典（SWE）           | Khalil Taha · 黎巴嫩（LIB）               |
| 中量级   | 阿克塞尔·格伦贝里 · 瑞典（SWE）   | 卡莱尔沃·劳哈拉 · 芬兰（FIN）         | Nikolay Belov · 苏联（URS）               |
| 次重量级 | 凯尔波·格伦达尔 · 芬兰（FIN）     | Shalva Chikhladze · 苏联（URS）       | 卡尔-埃里克·尼尔松 · 瑞典（SWE）          |
| 重量级   | Johannes Kotkas · 苏联（URS）     | 约瑟夫·鲁日奇卡 · 捷克斯洛伐克（TCH） | 陶诺·科瓦宁 · 芬兰（FIN）                 |

### 自由式
| 项目     | 金牌                             | 银牌                             | 铜牌                                    |
| 蝇量级   | 哈桑·盖米吉 · 土耳其（TUR）      | 北野祐秀 · 日本（JPN）           | Mahmoud Mollaghasemi · 伊朗（IRI）      |
| 雏量级   | 石井庄八 · 日本（JPN）           | Rashid Mammadbeyov · 苏联（URS） | Khashaba Dadasaheb Jadhav · 印度（IND） |
| 次轻量级 | 巴伊拉姆·希特 · 土耳其（TUR）    | Nasser Givehchi · 伊朗（IRI）    | 乔赛亚·亨森 · 美国（USA）               |
| 轻量级   | 奥勒·安德贝里 · 瑞典（SWE）      | 杰伊·托马斯·埃文斯 · 美国（USA） | Jahanbakht Tofigh · 伊朗（IRI）         |
| 次中量级 | 威廉·史密斯 · 美国（USA）        | 佩尔·贝尔林 · 瑞典（SWE）        | Abdollah Mojtabavi · 伊朗（IRI）        |
| 中量级   | David Tsimakuridze · 苏联（URS） | Gholamreza Takhti · 伊朗（IRI）  | 古里奇·哲尔吉 · 匈牙利（HUN）           |
| 次重量级 | 维金·帕尔姆 · 瑞典（SWE）        | 亨利·威滕伯格 · 美国（USA）      | 阿迪勒·阿坦 · 土耳其（TUR）             |
| 重量级   | Arsen Mekokishvili · 苏联（URS） | 贝蒂尔·安东松 · 瑞典（SWE）      | 肯尼思·里士满 · 英国（GBR）             |

## 参赛国家和地区
本赛共有来自37个国家和地区的244名运动员参加：
- 阿根廷（5）
- （4）
- 奥地利（3）
- 比利时（8）
- 加拿大（4）
- 捷克斯洛伐克（3）
- 丹麦（5）
- 埃及（12）
- 芬兰（16）
- 法国（10）
- 德国（8）
- 英国（6）
- 希腊（3）
- 危地马拉（3）
- 匈牙利（12）
- 印度（4）
- 伊朗（8）
- 爱尔兰（1）
- 意大利（14）
- 日本（5）
- 韩国（1）
- 黎巴嫩（4）
- 卢森堡（3）
- 墨西哥（5）
- 挪威（7）
- 菲律宾（1）
- 波兰（5）
- 罗马尼亚（7）
- 南非（5）
- 苏联（16）
- 瑞典（1）
- 瑞士（5）
- 土耳其（15）
- 美国（8）
- 委内瑞拉（3）
- 南斯拉夫（3）[2]